# フロールシュタット
フロールシュタット (ドイツ語: Florstadt) は、ドイツ連邦共和国ヘッセン州ヴェッテラウ郡に属す市である。

## 地理
フロールシュタットは、フランクフルト・アム・マインの北東約 28 km のヴェッテラウ地方に位置している。市内をニッダ川とホルロフ川が流れている。

### 隣接する市町村
フロールシュタットは、北はライヒェルスハイム、北東はランシュタット、東はグラウブルク、南はアルテンシュタットおよびニッダタール、西はフリートベルクと境を接している。

### 市の構成
フロールシュタット市は、ライトヘッケン、ニーダー＝フロールシュタット、ニーダー＝モックシュタット、オーバー＝フロールシュタット、シュターデン、シュタムハイムの各市区で構成されている。

## 歴史

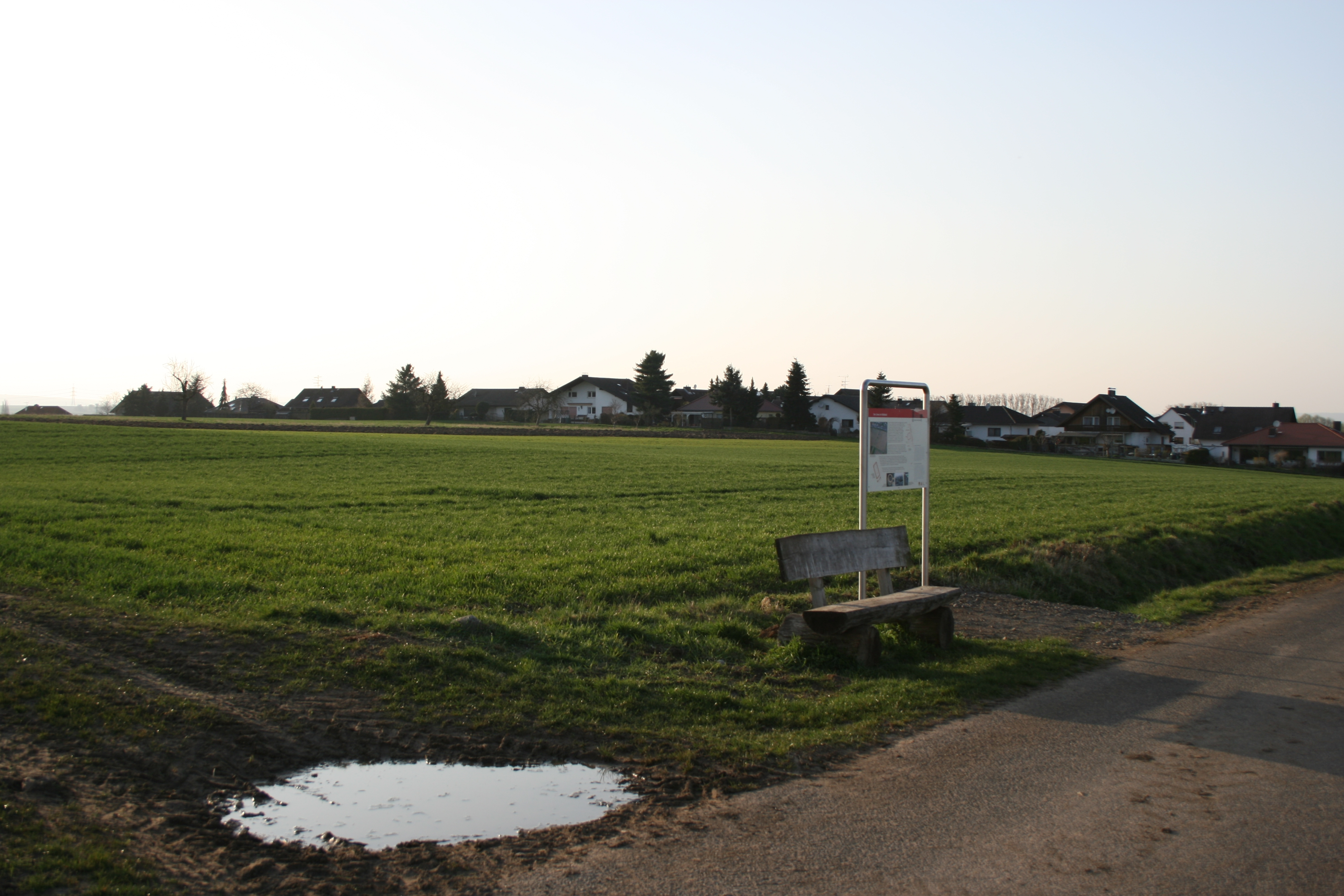
カステル・オーバー＝フロールシュタット跡

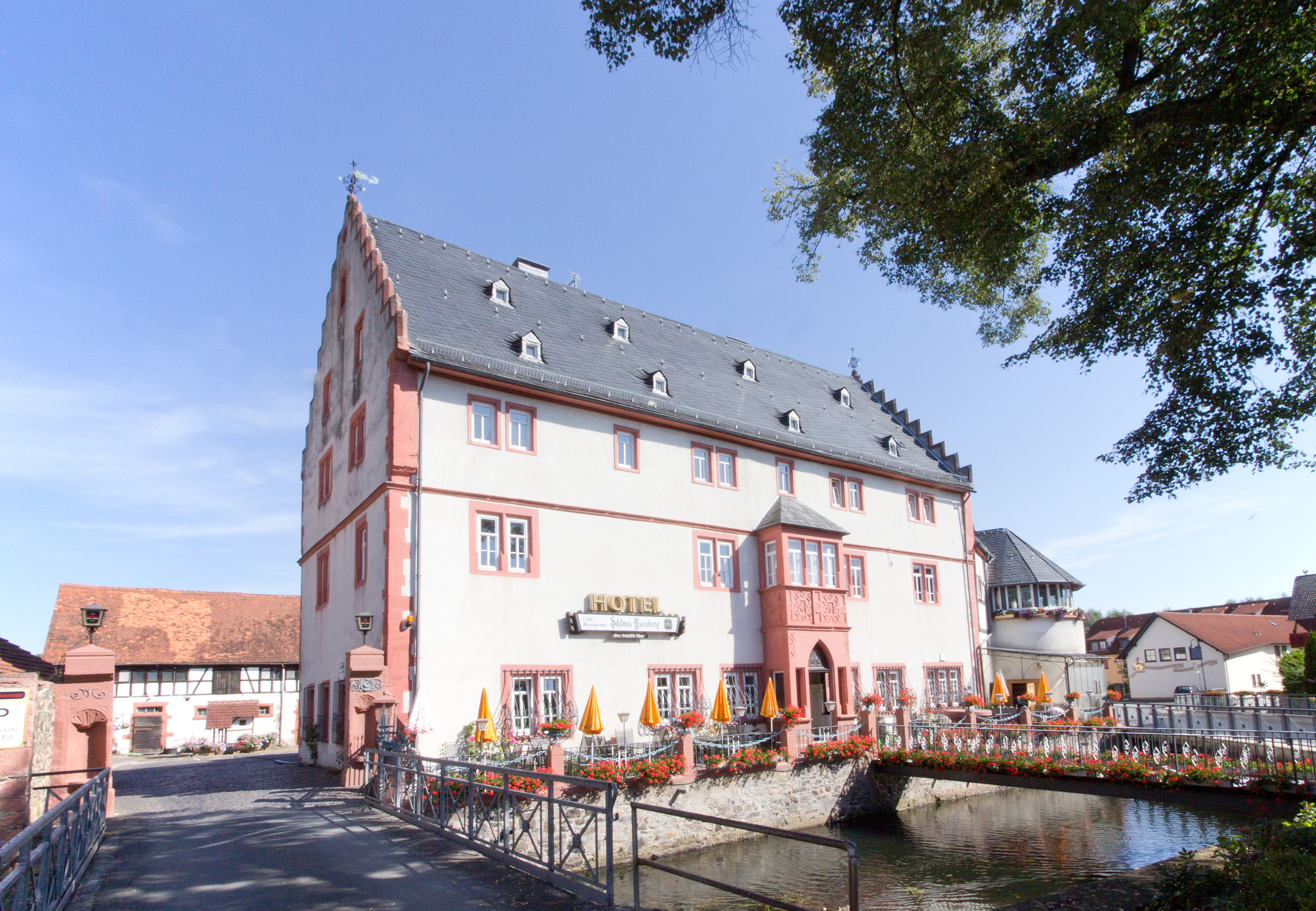
シュターデ市区にあるイーゼンブルク家の城館シュターデ城

- 紀元後 90年頃のカッティ族（ドイツ語版、英語版）との戦争の間、ローマ皇帝ドミティアヌスはオーバー＝フロールシュタットのカステル・オーバー＝フロールシュタットに陣を構えた。
- ニーダー＝モックシュタットは、930年に初めて文献に記録された。
- 現在のシュターデン集落は、1150年にゴスラー市の文書に初めて記録されており、1304年に都市権を獲得した。
- 1244年に現在のシュタムハイムが初めて文献に記録された。
- ライトヘッケンは 12世紀に Leydthecken として初めて文献に記録されている。
- ニーダー＝フロールシュタットは、1365年に皇帝カール4世から都市権を授けられた。
- フロールシュタットは、2007年3月27日から再び都市権を有している。

### 市町村合併
1970年7月1日に、それまで独立した町村であったニーダー＝フロールシュタットとオーバー＝フロールシュタットとが合併して新たな自治体フロールシュタットが成立した。シュターデンは1971年12月31日にこれに加わった。1972年2月1日にライトヘッケンがこれに続いた。ニーダー＝モックシュタットとシュタムハイムの合併は、1972年8月1日になされた。

## 行政

### 議会
2011年3月27日の選挙以降、フロールシュタットの市議会は 31議席からなる。

### 首長
ヘルベルト・ウンガー (SPD) は、2000年3月19日の選挙で 62.4 % の票を獲得して市長に初当選した。彼は、2012年3月18日の選挙で対立候補がなく、90.6 % の信任票を獲得して 3選を果たした。

### 姉妹都市
フロールシュタットは、以下の都市と姉妹都市協定を結んでいる
- イズビッコ（ポーランド語版、英語版）（ポーランド、オポーレ県）
- スターデン（オランダ語版、英語版）（ベルギー、ウェスト＝フランデレン州）
- プレヌフ＝ヴァル＝アンドレ（フランス語版、英語版）（フランス、コート＝ダルモール県）

## 経済と社会資本

### 経済
フロールシュタットは、特にライン＝マイン地域へ働きに行く通勤客の住宅地である。地元の経済分野は、農業、手工業、小売業、サービス業である。

### 交通
本市の市域は、連邦道 B275号線と連邦アウトバーン A45号線で広域道路網に結ばれている。後者のフロールシュタット・インターチェンジは、ニーダー＝モックシュタットとシュターデンとの間で B275号線に接続する。

### 教育機関
- カール＝ヴァイガント＝シューレ（ニーダー＝フロールシュタット市区）
- シュタムハイム基礎課程学校
- フリートベルク市民大学フロールシュタット分校

### レジャー、スポーツ施設
- ヘッセン自転車道 R4号線
- リーメス自転車道
- ニッダ自転車道
- エコロジー学習路

## 文化と見所

### 文学
フロールシュタットは、アンドレアス・マイアーの小説『ヴェルトヒェスターク』に登場する。

## 関連図書
- ニーダー＝フロールシュタット
  - Nieder-Florstadt, Aus der Geschichte einer Gemeinde in der Wetterau, Dieter Alt, Jürgen Reuss, Florstadt/Norderstedt 2005, ISBN 3-8334-2847-3 (2)
  - Die Geschichte der Pharmazie - Eine Chronik zum 50. Jahrestag der Nidda-Apotheke Nieder-Florstadt, Kurt Leidecker, Walburga Papsch, Florstadt 2002, ISBN 3-00-009005-3 (2)
  - 100 Jahre SPD Niederflorstadt, Horst Neuwert, Florstadt 2003
  - 100 Jahre Freiwillige Feuerwehr Nieder-Florstadt 1905-2005, Hrsg. Artur Fischbach, Robert Nolte, Florstadt 2005
- オーバー＝フロールシュタット
  - Ober-Florstadt in der Wetterau - Aus der Geschichte eines alten Dorfes - 750 Jahre Laurentiuskapelle, HRSG: Kurt Leidecker, Hist. Archiv der Gemeinde Florstadt im Auftrag der Freiwillige Feuerwehr Ober-Florstadt, Ober-Florstadt 2001, ISBN 3-923907-05-2 (2)
- シュターデン
  - Stadener Erinnerungen in Bildern, Verkehrsverein Staden, Florstadt 1978-79
- シュタムハイム
  - Die Kirche im Dorf, Dokumentation zur 200-Jahr-Feier, Hrsg.: Ev. Kirchengemeinde Stammheim, Red.: Rolf Lutz, Peter Eickmann, Dr. Karin Weisswange, Florstadt/Frankfurt 2000, ISBN 3-9805862-1-9 (1)
  - Mein immergrünes Dorf - Vom Schicksal der Juden aus Stammheim in der Wetterau, Hedi Strauss, Johanna Voss, Hrsg. Gemeinde Florstadt, Florstadt 2004, ISBN 3-9805862-4-3 (1)(2)
  - 750 Jahre Stammheim, Chronik von 1244-1994, Hrsg. Gemeinde Florstadt, Red. Rudolf H. Lummitsch, 1994 (2)
  - Kigamenta - Kinderkünstler stellen aus, Hrsg. Ev. Kindergarten Sonnenschein, Florstadt-Stammheim 1998 (1)
- ライトヘッケン
  - Eine Auswahl historischer Texte, Ev. Kirchengemeinde Leidhecken, Pfr. J.St. Porter

これらの文献は、翻訳元であるドイツ語版の参考文献として挙げられていたものであり、日本語版作成に際し直接参照してはおりません。